# Francisco Javier Orduño Valdez
Francisco Javier Orduño Valdez (8 de enero de 1955) es un contador público y político mexicano, miembro del Partido Acción Nacional y diputado federal en representación del II Distrito Electoral Federal de Baja California en la LXI Legislatura.